# MTV Extra
MTV Extra fue un canal de televisión musical británico propiedad de MTV Networks Europe. Se lanzó por primera vez el 1 de julio de 1999 en la plataforma Sky Digital;  se basaba de videos musicales y repeticiones de la programación de MTV. En sus últimos años, abandonó completamente la programación de MTV, pasando a emitir solamente videos musicales (bajo el nombre de "Pure Music") emitiendo MTV Dance por las noches. MTV Dance pasó a ser su propio canal el 20 de abril de 2001 y MTV Extra se convirtió en MTV Hits a las 6 de la mañana del 1 de mayo de 2001. MTV Extra era único canal derivado de MTV que utilizaba los mismos gráficos en los títulos de las canciones que el canal principal (aunque tenía sus propios separadores de identificación).
En 2005, Viacom propuso dos canales al Conseil supérieur de l'audiovisuel (CSA) de Francia con tal de obtener una licencia para emitir en la televisión digital terrestre gratuita de dicho país: Nickelodeon y MTV Extra. Viacom no tuvo un socio francés y la CSA prefirió proyectos de grupos nacionales.